# Гулін
Гулін (чеськ. Hulín) — місто в Чехії в районі Кромержиж Злінського краю, за 6 км на північний схід від Кромержижа.

## Історія
Перша згадка про місто відноситься до 1224 року, коли тут видавав грамоти король Пржемисл Отакар I.

## Демографія
| Статистика         | 1869 | 1880 | 1890 | 1900 | 1910 | 1921 | 1930 | 1950 | 1961 | 1970 | 1980 | 1991 | 2001 | 2011 |
| ------------------ | ---- | ---- | ---- | ---- | ---- | ---- | ---- | ---- | ---- | ---- | ---- | ---- | ---- | ---- |
| Населення          | 2867 | 3405 | 3663 | 3831 | 4377 | 4506 | 4931 | 4788 | 6014 | 6354 | 7649 | 7895 | 7610 | 6896 |
| Кількість будинків | 405  | 449  | 489  | 543  | 593  | 636  | 793  | 993  | 1045 | 1105 | 1166 | 1321 | 1299 | 1333 |